# Lasa Totadze
Lasa Totadze (grúzul: ლაშა თოთაძე; Akhaltsikhe, 1988. augusztus 24. –) grúz labdarúgó.

## Pályafutása
2011 nyarán egy évre kölcsönbe került a Lombard Pápa Termál FC csapatához.
2012 januárjában visszatért Grúziába, az FC Dila Gori csapatába.